# Diphasia thornelyi
Diphasia thornelyi is een hydroïdpoliep uit de familie Sertulariidae. De poliep komt uit het geslacht Diphasia. Diphasia thornelyi werd in 1909 voor het eerst wetenschappelijk beschreven door Ritchie. 